# Okaro White
Okaro White (Brooklyn, 13 de agosto de 1992) é um jogador norte-americano de basquete profissional que atualmente joga pelo Miami Heat, disputando a National Basketball Association (NBA). .